# Trentingrana
Il Trentingrana, talora detto anche Grana del Trentino, è un formaggio grana prodotto nella provincia di Trento partendo da latte munto nella stessa provincia e in alcuni comuni limitrofi dell'Alto Adige.

## Storia
Negli anni '20 del XX secolo Michele Marchesi (1873-1937), residente a Mirandola, in provincia di Modena ma originario di Rumo in Val di Non, aveva una ditta che produceva caldaie di rame per i caseifici. Avendo mantenuto i legami con la sua valle in Trentino, decise di portarvi l'arte della produzione del Parmigiano Reggiano. Nel 1925 produsse le prime forme di grana del trentino al caseificio di Rumo. Nel 1927 erano già 7 i caseifici della Val di Non che producevano grana, diffuso inizialmente nella sola provincia di Trento.
Nel 1934 erano presenti già 12 caseifici della Val di Non che producevano il formaggio grana trentino, mentre nel 1964 se ne producevano 10.000 forme all'anno. Sempre a metà degli anni 1960 tutti i caseifici a grana si associarono al Consorzio di tutela del Grana Padano.
Il 30 ottobre 1973 venne fondato il consorzio di tutela del formaggio "Grana Padano Trentino-Trentingrana". Il 5 novembre 1978 venne inaugurato a Segno il magazzino consortile del Trentingrana per stagionare fino a 8.000 forme, mentre la produzione annuale complessiva era pari a 35.000 pezzi. A seguito di divergenze con il consorzio Grana Padano, nel 1982 si decise di creare un nuovo ed indipendente consorzio di tutela; venne altresì avviato nel 1984/1985 l'iter per il riconoscimento DOC del "Grana del Trentino", peraltro ostacolato dai consorzi Grana Padano e Parmigiano Reggiano. Alla fine si giunse al compromesso di sostituire la richiesta della DOC con una DOP e chiamare il prodotto "Grana Padano Marcato Trentino", "Grana Trentino" o semplicemente "Trentino".
A partire dal 1980 è iniziata una più grande campagna di comunicazione e promozione del prodotto, grazie alla collaborazione con diverse società cooperative e iniziative pubblicitarie con personaggi come Reinhold Messner (dal 1983) e Paola Pezzo (dal 1996), durante manifestazioni sportive come la Marcialonga e trasmissioni televisive come Linea Verde in onda su Rai 1.
Nel 2005 il Trentingrana è stato premiato come formaggio di miglior qualità della 7ª edizione della mostra nazionale Kaesiade di Hopfgarten nel Tirolo austriaco.

## Caratteristiche

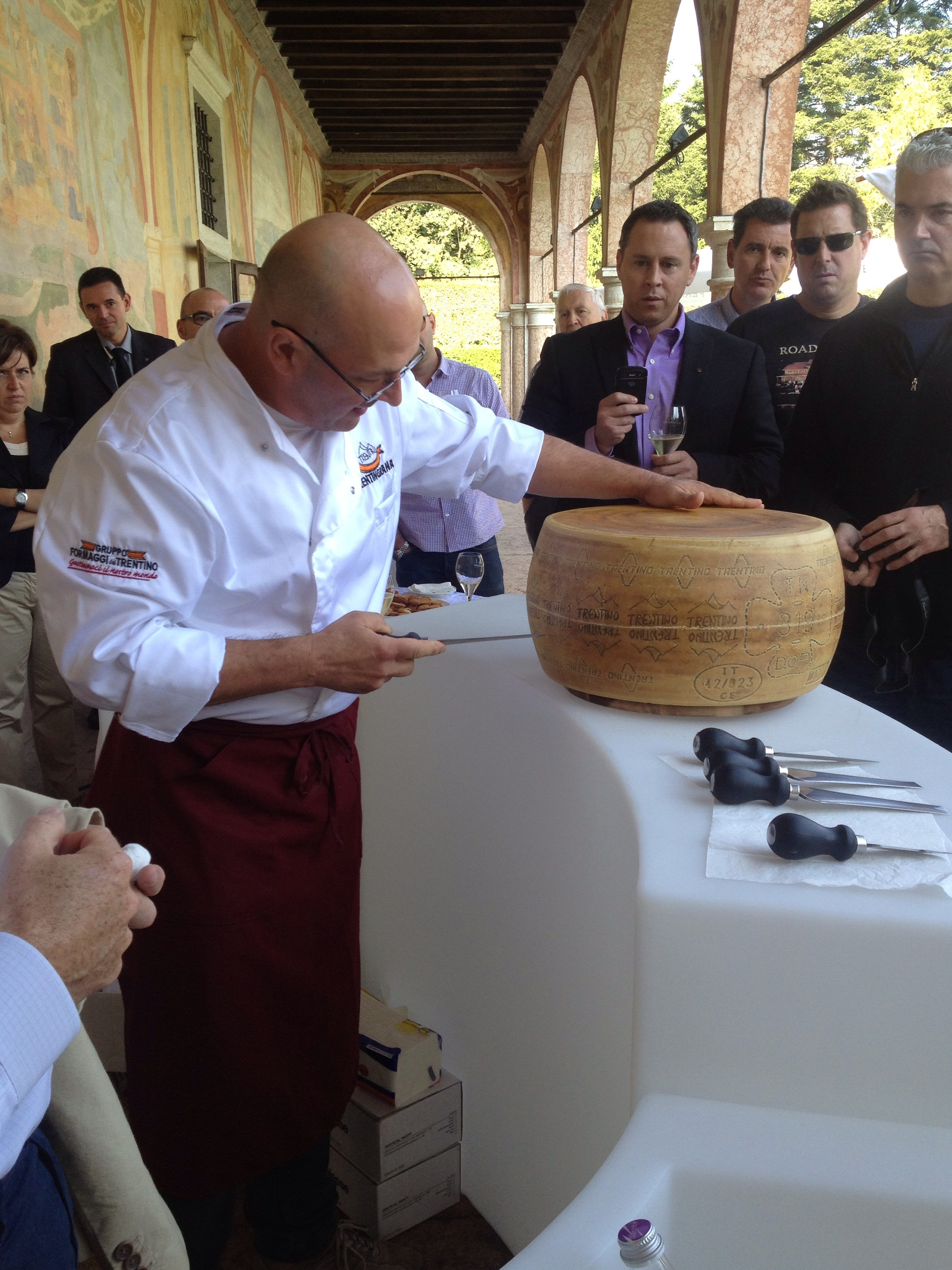
Apertura di una forma

Il Trentingrana fa parte della famiglia dei formaggi grana e non ha una DOP propria, ma fa parte della DOP Grana Padano, nell'ambito della quale ne è stata riconosciuta la specificità, tant'è che è consentito apporre sullo scalzo della forma un apposito marchio. Tecnicamente Trentingrana è una sottodenominazione (specifica di una sottozona) della DOP Grana Padano.
Il Trentingrana si differenzia dagli altri formaggi tipo-grana per le caratteristiche montane della zona di produzione e per la peculiarità del prodotto. A differenza del Grana Padano, il disciplinare del Trentingrana è più rigido e consente il solo utilizzo di latte, sale e caglio come ingredienti; non è consentito l'impiego di lisozima, una sostanza proteica estratta dall'uovo, con proprietà battericide e che permette quindi una migliore conservazione del prodotto. È un formaggio semi grasso, prodotto con il latte della sera, a cui viene tolta la panna per affioramento, e con il latte della mattina. I 14 caseifici associati al Consorzio Trentingrana producono circa 90.000 forme all'anno.

## Uso culinario
Il Trentingrana può essere mangiato sia a scaglie che grattugiato, nonché utilizzato per le varie ricette culinarie.